# 뉴인텍
뉴인텍(Nuintech)는 대한민국의 캐패시터 기업이다. 본사는 충청남도 아산시 음봉면 음봉면로 243에 위치해 있다. 대표이사는 장기수이다. 매출의 51.03%가 커패시터에서 발생한다

## 역사
1968년 개인기업인 극광제작소로 시작하여 1977년 6월 법인으로 전환하였다 현대자동차에 하이브리드용 커패시터를 독점 공급하고 있다

## 참고 문헌
1. ↑  "2035년 글로벌 톱3"…꿈꾸는 커패시터 국내 1위 뉴인텍, 2024.05.20
2. ↑  한국IR협의회 기술분석보고서-뉴인텍, 2018. 10. 25[깨진 링크(과거 내용 찾기)]
3. ↑  민지혜, 전기차 핵심부품 커패시터 1위…뉴인텍, 올해 군산공장 증설, 한국경제, 2024.05.21